# Pietro Giglio
Pietro Giglio (Villeneuve, 23 agosto 1943) è un giornalista italiano.

## Biografia
È corrispondente e collaboratore di diversi giornali quali La Stampa, Il Secolo XIX, Sci, La Vallée Notizie ed Alp. È inoltre guida alpina, tecnico di soccorso alpino ed istruttore di alpinismo e sci alpinismo del Club Alpino Italiano.

## Pubblicazioni
- Scialpinismo in Valle d'Aosta
- Valle d'Aosta - Oltre il sentiero - (con Matteo Giglio)
- Valle d'Aosta in Mountain Bike - (con Matteo Giglio)